# Pompierre-sur-Doubs
Pompierre-sur-Doubs é uma comuna francesa na região administrativa de Borgonha-Franco-Condado, no departamento de Doubs. Estende-se por uma área de 8,16 km². Em 2010 a comuna tinha 306 habitantes (densidade: 37,5 hab./km²).